# Microloxia virideciliata
Microloxia virideciliata är en fjärilsart som beskrevs av Bubacek 1925. Microloxia virideciliata ingår i släktet Microloxia och familjen mätare. Inga underarter finns listade i Catalogue of Life.